# Mangla
Mangla é uma cidade do Paquistão localizada na província de Punjab.